# Leucania placida
Leucania placida là một loài bướm đêm trong họ Noctuidae.